# Juris Fernández
Pour les articles homonymes, voir Fernández.
Julie Iris Fernández-Lim, née Julie Iris Valles Fernández le 18 mars 1978 et également connue sous son nom de scène Juris, est une chanteuse et compositrice philippine.
De 2001 à 2009, elle était la chanteuse principale du groupe acoustique MYMP .
Fin 2009, elle quitte MYMP en raison de « différends irréconciliables » et signe avec Star Music en tant qu'artiste solo. Son premier album solo, Now Playing, est sorti en février 2010.

## Biographie
Fernández est née le 18 mars 1978 à Davao, aux Philippines. Elle est la fille d'un père ingénieur et d'une mère obstétricienne-gynécologue. Sa sœur aînée est également obstétricienne-gynécologue. Elle est allée au lycée à l'Université Ateneo de Davao. Elle a étudié au Miriam College à Manille, obtenant un baccalauréat ès sciences en psychologie. Elle prépare actuellement[Quand ?] une maîtrise à l'Université Ateneo de Manila[réf. nécessaire]. En novembre 2011, elle a épousé Gavin Lim.

## Carrière

### 2003–2009: débuts avec MYMP
Fernández a commencé sa carrière d'enregistrement en tant que chanteuse principale du groupe acoustique MYMP après avoir auditionné en 2001. Elle a été signée chez Ivory Records avec ses camarades de groupe Chin Alcantara et Mike Manahan. C'est le trio composé d'Alcantara, Fernández et du percussionniste Mike Manahan qui a établi la tête de pont de l'assaut frontal de MYMP sur les palmarès des ventes et la radio[réf. nécessaire].
Leur carrière d'enregistrement a commencé lorsque Raymond Ryan, le directeur de station d'iFM, a regardé leur concert. Ryan a rencontré un producteur pour produire son premier album, Soulful Acoustic. Ivory Records devient alors leur maison de disques. Le premier album de MYMP est sorti à l'occasion du 20e anniversaire de leur label. Le groupe est devenu célèbre avec sa chanson à succès originale A Little Bit (qui a remporté le prix de la chanson préférée du public aux Awit Awards 2004) et des reprises de Every Little Thing de Sting et de Waiting in Vain de Bob Marley[réf. nécessaire].
Le trio a fait un déclic mais MYMP est devenu un duo lorsqu'un de leurs membres a décidé de quitter le groupe. Manahan a quitté le groupe en juin 2004 en raison de « différences professionnelles ».
Alcantara et Fernández ont continué en duo et ont émergé avec Andrew et John en tant que bassiste et kahonista, respectivement, alors que deux autres albums sont sortis en un an. Beyond Acoustic et Versions, deux albums de 12 titres, ont été déclarés certifiés disques d'or après moins d'un mois. Leur chanson à succès originale Get Me et leurs reprises de Tell Me Where It Hurts, Kailan, Especially for You et Eternal Flame ont ensuite été utilisées comme chansons thématiques pour des séries télévisées et des publicités commerciales[réf. nécessaire].
Début 2009, MYMP était régulièrement vue tous les dimanches dans le segment « Sessionistas » de l'émission de variétés ASAP d'ABS-CBN avec Nina, Aiza Seguerra, Sitti, Richard Poon et Duncan Ramos. En novembre 2009, il a été annoncé qu'elle quittait le groupe pour poursuivre une carrière solo. Il a également été déclaré qu'elle avait signé un contrat d'enregistrement avec Star Records.

### 2010–2011: carrière solo,Now Playing,If You and Me,Juris Celebrates,Forevermore
En quittant MYMP, Fernández a signé avec Star Records. Now Playing sert d'album de lancement à Star Records, qui comprend deux de ses compositions originales. L'une d'elles est produite et composée musicalement par Ice Seguerra, paroles de Juris, appelé Di Lang Ikaw, qui est utilisée comme chanson thème d'amour de la série télévisée Rubi (en). Le single porteur est I Don't Want To Fall. L'album se compose de chansons pop mais principalement de ballades. Le son de l'album s'écarte également de son style tout acoustique précédent.
En novembre 2010, Juris a sorti le mini album If You and Me en Corée du Sud au format CD et en téléchargement numérique. Il se compose de 6 titres dont 2 reprises en anglais de chansons coréennes : If de Taeyeon de Girls' Generation et Don't Forget de Baek Ji-young. Il comprend également sa reprise de Officially Missing You de Tamia et Opposites Attracts composée par Junjee Marcelo, qui est également incluse dans son premier album studio Now Playing. Les chansons de l'album ont toutes été enregistrées aux Philippines. Pendant ce temps, Juris est le premier artiste grand public philippin à sortir un album en Corée du Sud. Mais avant la sortie de son mini-album en Corée, sa chanson Say You Love Me, extraite de l'album Versions de son ancien groupe MYMP, a dominé les charts coréens, Cyworld et BGM Charts pendant trois mois. En promotion de l'album, elle est apparue au Green Plugged Seoul 2011 Music Festival le 14 mai 2011 au Nanji Hangang Park. Green Plugged Seoul 2011 est un festival international de deux jours en plusieurs étapes qui propose une variété de performances artistiques, notamment des concerts, des expositions, des pièces de théâtre, de la danse et d'autres événements multimédias avec 117 artistes participants du monde entier, y compris la Corée, la Finlande, les États-Unis, le Royaume-Uni, le Japon, la Suède et les Philippines.
En février 2011, avec le succès du segment « Sessionistas » de l'émission de variétés ASAP d'ABS-CBN, ils ont organisé un concert intitulé ASAP SESSIONISTAS 20.11 à l'Araneta Coliseum. Le mois suivant, Juris a donné son premier concert solo, intitulé Juris Celebrates, au SM City Davao Cinema 3 à Davao et au Music Museum respectivement. Le spectacle est une célébration de l'anniversaire de Juris ainsi que de son premier anniversaire en tant qu'artiste solo. Au cours de l'année, Juris a sorti son deuxième album studio, Forevermore. Il se compose de 13 titres dont une composition originale de Juris intitulée Bliss et de quatre reprises d'OPM dont Forevermore, chanson originale de Side A. L'album a été classé numéro 2 lors de sa sortie dans les ventes nationales dans le classement Odyssey Music and Videos et le rapport Astrovision / Astroplus aux Philippines. Il est devenu numéro 1 après deux mois. L'album a remporté les 24e Philippine Awit Awards pour l'album de l'année[ source non primaire nécessaire ].

### 2012–2013: concert, Himig Handog,Dreaming of You,Paskong Puno Ng Kasiyahan
En mars 2012, Juris a organisé un concert d'anniversaire intitulé Forevermore: A Birthday Concert avec l'invité Ebe Dancel au Music Museum,. En septembre, Juris a sorti un album studio international, Dreaming of You, à Singapour par S2S Pte. Ltd.. Il ne contient que 12 titres en anglais et est en tête du palmarès jazz du populaire magasin de musique HMV de Singapour. En outre, il figurait sur la liste des meilleurs albums d'iTunes Thailand et était l'un des albums en vedette d'iTunes Asia. En novembre, Juris a sorti son premier album de Noël entièrement OPM intitulé Paskong Puno Ng Kasiyahan. L'album contient cinq morceaux originaux, dont le single porteur Paskong Puno Ng Kasiyahan, qui a été composé par elle-même. L'album contient également une reprise, Sana Ngayong Pasko, écrite et arrangée par Jimmy Borja.
En 2013, Juris a participé à Himig Handog, concours multimédia d'écriture de chansons et de vidéoclips aux Philippines, en interprétant la chanson Hanggang Wakas, composée par Soc Villanueva. Elle a finalement terminé à la deuxième place derrière Anong Nangyari Sa Ating Dalawa, composée par Jovinor Tan et interprétée par Aiza Seguerra. En août, avec le succès de son premier album international, Dreaming of You, à Singapour, Juris a également sorti Dreaming of You (PH Deluxe Edition) aux Philippines. Il contient 19 titres dont des chansons OPM supplémentaires comme Hanggang Wakas, principalement des chansons thématiques de TV et de films interprétées par Juris.

### Depuis 2014
En 2014, Juris a sorti des chansons pour la bande originale des séries télévisées philippines Ikaw Lamang et Dyesebel, intitulées respectivement Sa Aking Pag-Iisa et Puwang Sa Puso. Plus tard[Quand ?], Juris, Erik Santos et Richard Poon ont été invités spéciaux à I Heart You 2, concert anniversaire de Be Careful with My Heart. En août, Juris participe à nouveau à Himig Handog en interprétant la chanson Hindi Wala composée par Nica del Rosario. La chanson fut classée cinquième meilleure chanson du Himig Handog 2014,.

## Discographie

### Albums studio
- 2010 : Now Playing (en)
- 2011 : Forevermore (en)
- 2012 : Dreaming of You
- 2019 : Here's My Heart

### EPs
- 2010 : If You and Me
- 2012 : Paskong Puno ng Kasiyahan
- "It's the Most Wonderful time of the Year" on Deezer 2019 Big Christmas

### Bandes sonores
2009
- "Love Will Keep Us Together" – George and Cecil (ABS-CBN)
- "Tamis ng Unang Halik" – Katorse (ABS-CBN)
- "Nariyan Ka" – May Bukas Pa (en) (ABS-CBN)
- "I Love You, Goodbye (en)" – I Love You, Goodbye (Star Cinema)

2010
- "'Di Lang Ikaw" – Rubi (en) (ABS-CBN)
- "Kapag Ako Ay Nagmahal" – Magkaribal (ABS-CBN)
- "Sa 'yo Lamang" – Sa 'yo Lamang (Star Cinema)
- "Kailan Kaya" – Down With Love (en) (ABS-CBN)

2011
- "Minsan Lang Kitang Iibigin" – Minsan Lang Kita Iibigin (ABS-CBN)
- "Now That You're Gone" – No Other Woman (en) (Star Cinema and Viva Films)
- "Don't Say Goodbye" – My Neighbor's Wife (Regal Films)

2012
- "Dahil Sa'yo" – E-Boy (en) (ABS-CBN)
- "Kahit Isang Saglit" – Walang Hanggan (en) (ABS-CBN)
- "Akala Mo" – A Beautiful Affair (ABS-CBN)
- "Please Be Careful with My Heart (duet w/ Sam Milby)" – Be Careful with My Heart (ABS-CBN)

2013
- "Sabihin Mo Lang" – Kidlat (TV5)
- "Sa Isip ko" – Ina, Kapatid, Anak – La Fille de ma mère (ABS-CBN)
- "Di Ko Inakala" – Must Be Love (Star Cinema)
- "Paano Kita Mapasasalamatan" – Muling Buksan ang Puso (ABS-CBN)
- "Got to Believe in Magic" – Got to Believe (ABS-CBN)

2014
- "Sa Aking Pag-Iisa" – Ikaw Lamang (ABS-CBN)
- "Puwang Sa Puso" – Dyesebel (en) (ABS-CBN)
- "Baby, I Do" – I Do (en) (ABS-CBN)
- "Forevermore" – Forevermore (ABS-CBN)
- "Hey It's Me" – Past Tense (en) (Star Cinema)

2015
- "Tunay na Mahal" – Nasaan Ka Nang Kailangan Kita (ABS-CBN)
- "Panaginip" – Pangako Sa 'Yo (en) (ABS-CBN)
- "I Will Be Here" – A Second Chance (en) (Star Cinema)

2016
- "Nag-Iisa Lang" – Pangako Sa 'Yo (en) (ABS-CBN)
- "Langis at Tubig" – Tubig at Langis (ABS-CBN)
- "Your Love" – Dolce Amore (ABS-CBN)
- "Will You Love Me Tomorrow" – Love Me Tomorrow (Star Cinema)
- "Friend of Mine" – Till I Met You (en) (ABS-CBN)
- "Someday" – The Unmarried Wife (Star Cinema)

2017
- "A Love to Last A Lifetime" – A Love to Last (ABS-CBN)

2019
- "Ocean Deep" – Last Fool Show (Star Cinema)

## Concerts
- ASAP SESSIONISTAS 20.11 (2011)
- Juris Celebrates (2011)
- Forevermore: A Birthday Concert (2012)
- I Heart You 2 (2014)
- Medleys of my heart (2017)
- Playlist (2019)
- Juris with The Metro Music Orchestra, 10th year anniversary solo career (juin 2019)
- Juris with The Metro Music Orchestra, The repeat (décembre 2019)

## Prix
- Septembre 2010 – Gold Record Award: Juris Now Playing (sorti en février 2010)
- Juin 2011 – Platinum Record Award: Now Playing
- Mai 2011 – 2nd Tambayan 101 OPM Awards Song of the Year "Di Lang ikaw"
- Mai 2011 – 2nd Tambayan 101 OPM Awards Female Artist of the Year
- Décembre 2011 – Album of the Year: Now Playing, 24th Awit Awards
- Mars 2012 – Gold Record Award: Juris Forevormore (sorti en juillet 2011)
- Septembre 2012 – Female Acoustic Artist of the Year at 4th PMPC Star Awards for Music
- Novembre 2017 - Awit Awards Most Downloaded Artist(over-all) and Most Downloaded song (version of "Forevermore")
- Janvier 2020 - Acoustic Artist of the Year at 11th PMPC Star Awards for Music